# Abdualla Sultan
Abdullah Ali Sultan Ahmed (arab. عبدالله سلطان) (ur. 1 października 1964) – emiracki piłkarz grający na pozycji pomocnika.

## Kariera klubowa
Podczas Mistrzostw Świata 1990 grał w klubie Khaleej FC.

## Kariera reprezentacyjna
W reprezentacji ZEA Sultan występował w latach osiemdziesiątych i na początku dziewięćdziesiątych. Uczestniczył w przegranych eliminacjach do Mistrzostw Świata 1986. W 1988 uczestniczył w Pucharze Azji.
W 1990 uczestniczył w Mistrzostwach Świata we Włoszech. Na Mistrzostwach wystąpił w dwóch meczach z: reprezentacją Kolumbii i reprezentacji Jugosławii.